# Wilsleben
Wilsleben is een plaats en voormalige Duitse gemeente. Sinds 24 februari 2006 is het een Ortsteil van de gemeente Aschersleben in de Duitse deelstaat Saksen-Anhalt, en maakt deel uit van de Landkreis Salzlandkreis.
Wilsleben telt 529 inwoners.